# مات كاردونا
ماثيو بريت كاردونا أو مات كاردونا (بالإنجليزيَّة: Matthew Brett Cordona) والمعرُوف حاليًا باسم مات كوردونا، (ولد في 14 مايو 1985)، يعرف أكثر باسم زاك رايدر، هو مصارع أمريكي مُحترف في اتحاد GCW حاليًا، ويُعرف باسم زاك رايدر خلال فترة انضمامه إلى اتحاد دبليو دبليو إي.
لعب كاردونا أكثر مبارياته في فريق ثنائي مع زميله براين مايرز/كيرت هوكينز. حيث تصارعا في المنظمات المستقلة ودبليو دبليو إي. في دبليو دبليو إي، فاز كاردونا ببطولة دبليو دبليو إي للفرق الثنائية مع كيرت هوكينز مرة واحدة. بعد انشقاق الفريق عام 2009، لعب كاردونا أكثر مبارياته كمصارع فردي. أدى استخدام كاردونا في عام 2011 لشبكات التواصل الاجتماعي يوتيوب وتويتر إلى إنشاء قاعدة جماهيرية عريضة له. حيث زادت شعبيته وارتفعت منزلته في منظمة دبليو دبليو إي أكثر من ذي قبل. كاردونا هو بطل سابق لبطولة دبليو دبليو إي الولايات المتحدة.

## المسيرة في مصارعة المحترفين

### نيويورك ريسلينغ كونيكشن (2004-2006)
ظهر كاردونا لأول مباراة له في منظمة نيويورك ريسلينغ كونيكشن (إن واي دبليو سي) عام 2004 وذلك باستخدام اسم بريت ماثيوس. وبحلول العام 2005، بدأ باللعب مع بريان مايرز في فريق ثنائي حيث فازا على أبطال بطولة إن واي دبليو سي للفرق الثنائية ديكي رودز ومايسون رايجي عن طريق الإبطال. حيث لم يربحوا البطولة منهما بسبب قواعد المنظمة التي تمنع الفوز بالبطولة عن طريق الإبطال. في 4 يونيو، فاز ماثيوس ومايرز بمباراة إعادة ضد ودز ورايجي. حيث فازا ببطولة الفرق منهما. وفي وقت لاحق من ذلك الشهر، تعرض ماثيوس ومايرز لهجوم من قبل فريق ذا ديد بريزدينتس (لو لينكولن وبووغ واشنطن). مما أدى إلى بداية عداوة بين الفريقين حيث خسر ماثيوس ومايرز البطولة ل لينكولن وواشنطن في يوليو. في 27 أغسطس وفي 23 سبتمبر، لعب فريق ماثيوس ومايرز مباراة فرق ثلاثية على البطولة ضد الأبطال لينكولن وواشنطن وفريق تيم تريمندوز (دان باري وكين سكامبي). غير أنهما لم يربحا الأحزمة حيث خسرها فريق لينكولن وواشنطن لفريق تيم تريمندوز. وبعد سلسلة من الفوز بالمباريات، حصل فريق ماثيوس ومايرز على فرصة للعب مباراة إعادة ضد فريق تيم تريمندوز حيث فازا بالنهاية ببطولة الفرق للمرة الثانية في مباراة أقيمت في 25 يناير، 2006. حافظ فريق ماثيوس ومايرز على البطولة لشهرين حتى خسراها أخيرًا لفريق بي.إس إكسبرس (توني بورما ومايك سبينيلي)، الذي انتصر عليهما في مباراة على البطولة في 26 مارس.

### وورلد ريسلينغ إنترتاينمينت / دبليو دبليو إي

#### منزلة الفرق الثنائية؛ لا فا ميليا (2006-2009)
في 24 فبراير 2006، وقع مات كاردونا عقدًا مع منظمة وورلد ريسلينغ إنترتاينمينت (دبليو دبليو إي) حيث أرسل إلى منظمة ديب ساوث ريسلينغ (دي إس دبليو) في ولاية جورجيا من أجل التدرب أكثر قبل استدعائه إلى قائمة الأسماء الرسمية. في ديب ساوث ريسلينغ، بدأ كاردونا باستعمال اسم بريت ميجورز بينما سمي سمي مايرز ببرايان ميجورز. بحلول أكتوبر، فاز الفريق ببطولة دي إس دبليو للفرق الثنائية من فريق أنتاتشأبل (دايس دومينو ودوس شايد) وحملا البطولة حتى نهاية نوفمبر عندما خسراها إلى فريق أوربان أسولت (إيريك بيريز وسوني سياكي). وبعد أن أصبحت البطولة شاغرة، فازا بها مجددًا عندما تغلبا على فريق سايكي وأفا الإبن (ذا ساموان سوات تيم) وفريق ذا بلو بلودز (ويليام ريغال ودايف تايلور). في وقت لاحق من عام 2007، انتقلا إلى منظمة أوهايو فالي ريسلينغ (أو في دبليو) وهناك ربحا بطولة أو في دبليو الجنوبية للفرق الثنائية مرة حيث استمرت معهما من 15 حتى 29 يونيو.

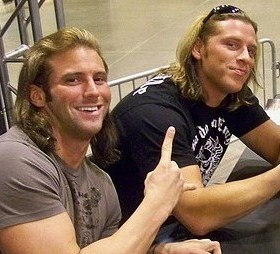
زاك رايدر (يسار) وكيرت هوكينز في 2009.

في مايو 2007، تم نقل الفريق إلى القائمة الرئيسية. حيث غيرا اسمهما الأخير من ميجورز إلى ميجور. لعب الاثنان في قسم إي سي دبليو حيث فازا بأول مباراة لهما فقط. ثم انتقلا إلى قسم سماكداون! في يونيو. في 9 نوفمبر ربحا مباراة باتل رويل ليحصلا بذلك على مباراة على بطولة دبليو دبليو إي للفرق الثنائية، إلا أنهما لم يربحا المباراة.

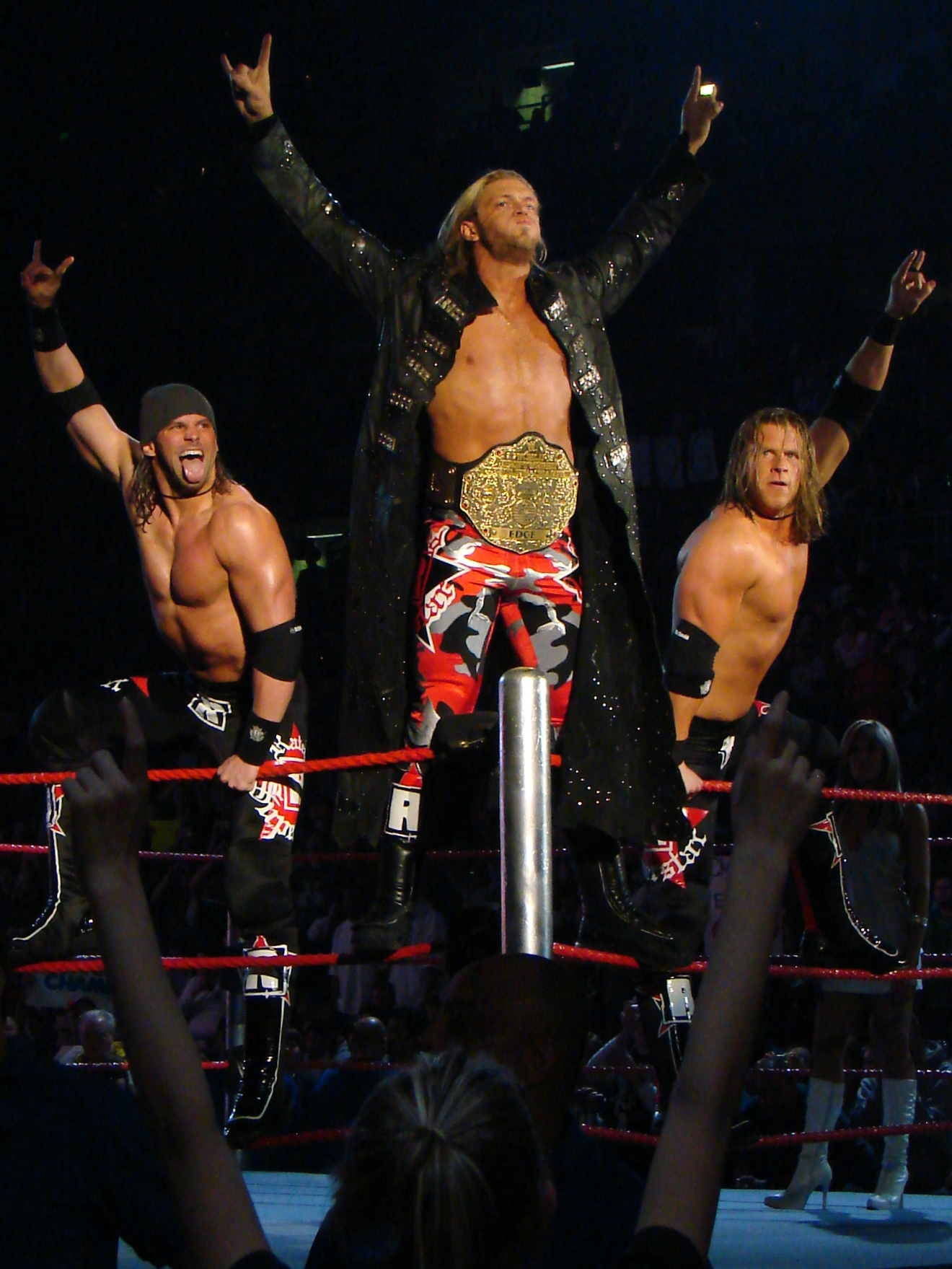
رايدر (يسار) يتصور مع إيدج وهوكينس.

في حدث أرماغدون 2007، لبس الاثنان ملابس مثل إيدج وتدخلا في مباراة بطولة العالم للوزن الثقيل. حيث حلا مكان إيدج عدة مرات في المباراة وساعداه على الفوز. هكذا تحولا إلى مكروهين لأول مرة منذ انضمامهما إلى دبليو دبليو إي. في 21 ديسمبر، تم الكشف عن أن فريق ميجور براذرز يعرفان إيدج وعشقيته مدير عام سماكداون فيكي غيريرو منذ فترة. في وقت لاحق تغير اسم كاردونا من بريت ميجور إلى زاك رايدر. أحيانا يشير إليهما معلقا سماكداون مايكل كول وجون برادشو ليفيلد بأنهما (أي رايدر وهوكينس) بطانة إيدج. تحالف الفريق مع تشافو غوريرو، وحارسه بام نيلي لتشكيل مجوعة لا فاميليا التي سيطرت على سيناريوهات سماكداون خلال العام 2008. تدخل كل من رايدر وهوكينس في مباراة إيدج ضد أندرتيكر في راسلمينا 24. إلا أنه وعلى الرغم من تدخلهما في المباراة، فقد فاز أندرتيكر.
في حدث أميركان غريت باش الذي جرى في 20 يوليو، فاز كيرت هوكينز (سابقَا براين ميجور) ورايدر ببطولة دبليو دبليو إي للفرق الثنائية من الأبطال جون موريسون وذا ميز في مباراة فرق رباعية ضمتهما وضمت أيضًا جيسي وفستوس، وفينلي وهورنسواغل بعد أن قام هوكينس بتثبيت جيسي. بانتصارهما هذا، أصبح هويكنز ورايدر أصغر أبطال البطولة عمرًا. وبحلول حدث سمرسلام، بدأت مجموعة لا فاميليا تتفكك. حيث بدأ رايدر يتعاون مع هوكينس وحدهما دون الآخرين. في حلقة سماكداون التي جرت في 26 سبتمبر، خسر كيرت هوكينز وزاك رايدر بطولة الفرق إلى ذا كولونز (كارليتو كولون وبريمو كولون) في أول دفاع عن البطولة. في 15 أبريل، عام 2009، انتقل رايدر إلى قسم إي سي دبليو كجزء من انتقالات 2009 الإضافية وهو ما أدى إلى شق فريقه مع هويكنز.

#### ذا لونغ آيلاند لاودماوث (2009-2011)
في 5 مايو 2009، ظهر رايدر في إي سي دبليو أثناء مقطع له في الكواليس مع مدير عام إي سي دبليو تيفاني. ظهور رايدر كان بشكل جديد شمل شعر قصير، وسمرة على جلده، ونظارات، وعصابة رأس، وسروال مصارعة نصف طويل ونصف قصير، بالإضافة إلى شيء ما من التغطرس واستعماله لعبارتا «وو وو وو» و«أنتم تعرفون ذلك». في 7 مايو في حلقة سوبرستارز، خسر رايدر أول مباراة له إلى فينلي. بقي رايدر خاسرًا حتى حلقة 19 مايو من إي سي دبليو عندما فاز على مصارع محلي. في 15 سبتمبر، فاز رايدر بمباراة باتل رويل لعشرة مصارعين حيث منح حق مواجهة بطل بطولة إي سي دبليو كريستيان. غير أنه لم يكن موفقًا حيث خسر المباراة ولم يربح البطولة. في الاسبوع التالي في حلقة إي سي دبليو التي جرت في 3 نوفمبر، بدأ رايدر علاقة عاطفية مع روزا مندس التي أصبحت مرافقته. كما بدأ أيضًا عداوة مع تومي دريمر بلغت ذروتها في 29 ديسمبر في حلقة إي سي دبليو حيث فاز رايدر على دريمر مجبرًا أياه على ترك الدبليو دبليو إي.

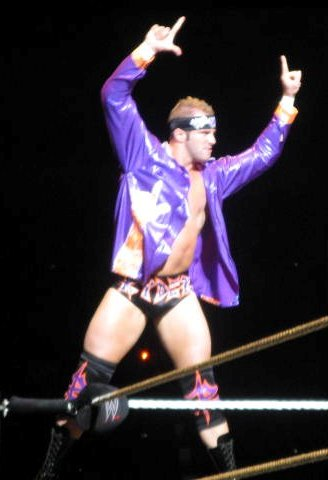
رايدر يستعرض بطريقة إل آي

انتقل رايدر ومندس عندما من قسم إي سي دبليو عندما أعلن عن نهايته إلى قسم راو في فبراير 2010. حيث ظهر هناك لأول مرة في حلقة سوبرستارز التي جرت في 25 فبراير عندما هزم بريمو. لعب رايدر أول مباراة له في راو في 1 مارس عندما خسر مباراة تأهله إلى مباراة ماني إن ذا بانك ل مونتيل فانتيفيوس بورتر. شارك رايدر في مباراة غير متلفزة في راسلمينيا 26 كانت من نوع باتل رويل ل26 مصارع. حيث كان آخر من أزاله الفائز يوشي تاتسو من المباراة. انتقلت مندس إلى سماكداون كجزء من انتقالات 2010 الإضافية بدون رايدر حيث أدى هذا إلى إنهاء علاقتهم العاطفية. نتيجة لذلك، سعى رايدر لإبهار كل من اليشيا فوكس وغيل كيم اللتان كانتا تشاهدان مباراة له ضد إيفان بورن جرت في حلقة 10 مايو من راو حيث حاولت فوكس التدخل لمساعدة رايدر، لكنها أوقفت من قبل كيم، وهو ما أدى إلى فوز بورن بالمباراة. واجه رايدر وفوكس كل من بورن وكيم في مباراة فرق ثنائية مختلطة في حلقة راو التي جرت في 17 مايو، حيث خسر رايدر وفوكس. غير أن رايدر فاز على بورن في حلقة سوبرستارز التي جرت في 27 مايو. في الأسبوع التالي في راو، هاجمت فوكس رايدر بحركة اكس كيك بعد أن قام الضيف المضيف في راو أشتون كوتشر بوضع مكافأة على رأس ريدر. وخلال حلقة راو: اختيار المشاهدين التي جرت في 7 يونيو، صوت الجمهور لرايدر ليلعب مع ذا ميز ضد جون موريسون وآر تروث. حيث فازا. في الأسبوع التالي، لعب رايدر مباراة رباعية على لقب بطولة دبليو دبليو إي الولايات المتحدة لكنه خسر. وبعد أشهر من تلك المباراة وفي شهر أغسطس، أعطي رايدر مباراة على لقب بطولة دبليو دبليو إي ضد شيمس حيث خسر بعد 11 ثانية فقط. الخسارة كانت ثاني أقصر خسارة في مباراة على ذات البطولة في تاريخ الدبليو دبليو إي.
خلال تلك الفترة، أصبح رايدر معلمًا لتلميذه تيتوس أونيل خلال في الموسم الثاني من برنامج دبليو دبليو إي إن إكس تي. حيث لعبا سوية لأول مرة وخسر لجون موريسون وإيلي كوتونوود. أونيل كان أول تلميذ يزال من الموسم الثاني وذلك في يونيو. في حلقة إن إكس تي التي جرت في 27 يوليو، خسر رايدر أمام بيرسي واتسون، حيث أصبح أول معلم في الموسم الثاني يخسر أمام تلميذ. وخلال الفترة المتبقية من العام 2011، وأصبح في معظمها مصارعًا في سوبرستارز. حيث كان يلعب في مناسبات مع بريمو في مبارايات فرق. في ديسمبر ربح رايدر جائزة سلامي لأكثر عبارة مزعجة.

#### ثورة رايدر (2011-2012)
نتيجة قلة ظهوره على تلفزيون دبليو دبليو إي، بدأ رايدر في فبراير 2011 سلسلة ويب على يوتيوب حيث سماها زي! ترو لونغ آيلاند ستوري من أجل تعزيز شخصيته. السلسلة نجحت في زيادة شعبيته للغاية. حيث بيعت جميع قمصانه. وبحلول شهر يونيو، بدأت الجماهير تهتف «نحن نريد رايدر» في كل من راو وحدث كابيتول بانشمينت بدون ظهور رايدر.

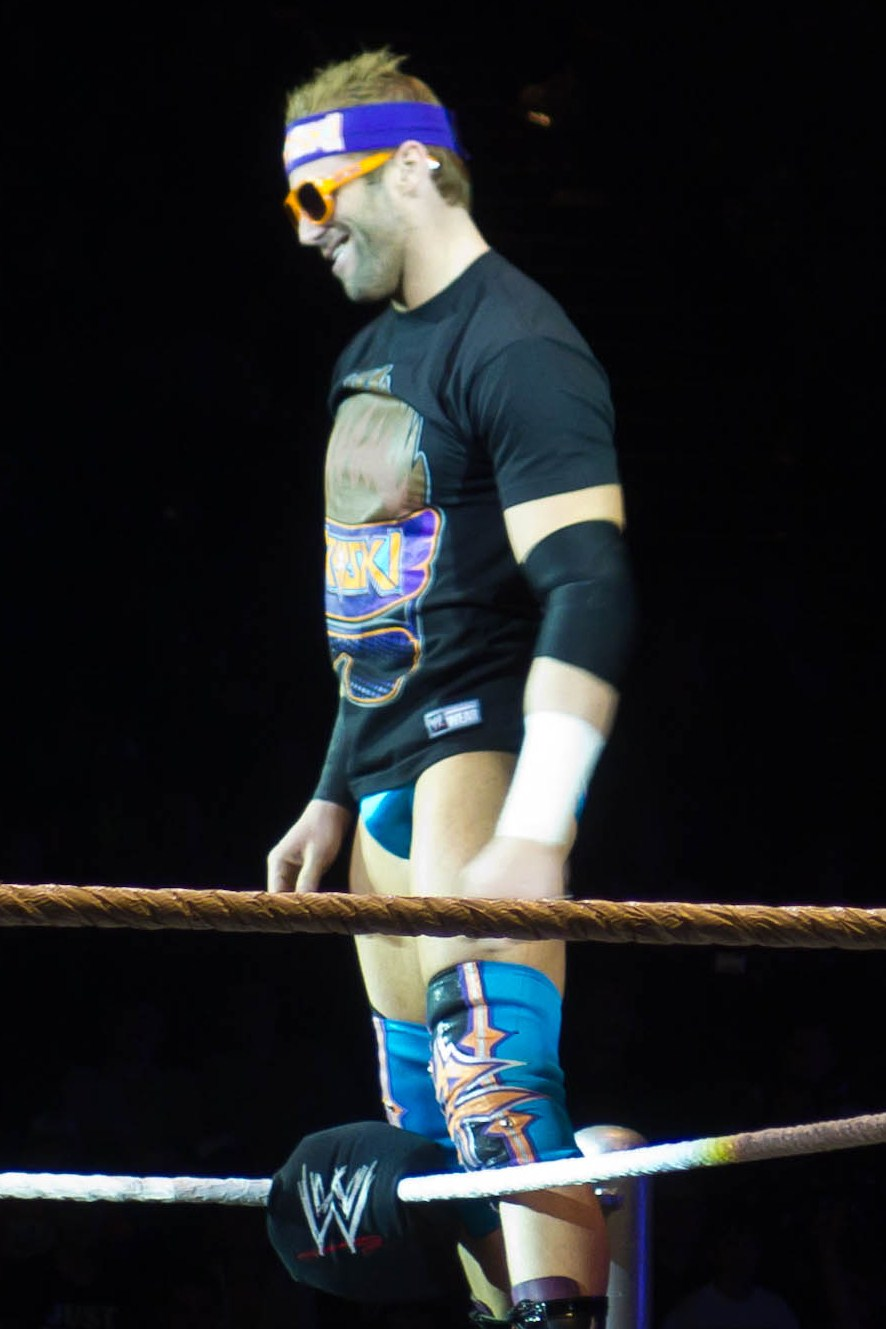
رايدر في نوفمبر 2011

أدت شعبية السلسلة إلى ارتفاع منزلة رايدر. حيث بدأ يظهر أكثر على شاشة التلفزيون. وبين أبريل ويونيو، بدأ رايدر في الظهور أكثر خلال راو، حيث كانت له مواقف مع جون سينا. في 6 يونيو، لعب رايدر أول مباراة له في راو خلال عام 2011. حيث خسر أمام كوفي كينغستون. في حلقة سوبرستارز التي جرت في 16 يونيو في مسقط رأسه لونغ آيلند، تأكدت شعبية رايدر كمحبوب عندما هزم زميله السابق في الفرق الثنائية بريمو. في حلقة سماكداون التي جرت في 29 يوليو، عين رايدر كمساعد لمدير عام سماكداون ثيودور لونغ. حيث سمح له هذا بالظهور أكثر على التلفزيون في راو وسماكداون على حد سواء.
في حلقة راو التي جرت في 19 سبتمبر، فاز رايدر بمباراة ليست على اللقب ضد بطل الولايات المتحدة دولف زيغلر بمساعدة ضيف راو الخاص هيو جاكمان الذي لكم زيغلر في منتصف المباراة. بعد فوزه على زيغلر، حصل رايدر على مباراة على بطولة الولايات المتحدة في حدث فينجانس. غير أنه لم ينجح في الفوز بالبطولة نظرًا لتدخل جاك سواغر. لعب رايدر لأول مرة في الحدث الرئيسي في حلقة راو التي جرت في 7 نوفمبر حين لعب مع جون سينا ضد ذا ميز وآر تروث. حيث خسرا مباراتهم أمام ميز وتروث. ثم وضع رايدر في مباراة ضد سينا حيث سيحصل الفائز على مباراة بطولة. خسر رايدر، لكن سينا تخلى عن فرصته التي تسمح له بلعب مباراة على بطولة دبليو دبليو إي لرايدر ومنحه فرصة ثانية وتدخل في مباراة رايدر ضد بطل العالم للوزن الثقيل مارك هنري التي كانت من دون إبطال حيث ساعد رايدر على الفوز على هنري. هذا الفوز، سمح لرايدر باللعب في مباراة على بطولة الولايات المتحدة في حدث تي إل سي: تايبل، ليدرز، أند تشايرز حيث ربح البطولة بعد أن فاز على بطلها دولف زيغلر. البطولة هي أول بطولة فردية يربحها رايدر خلال مسيرته كمصارع محترف. بعد فترة وجيزة، ترك رايدر منصبه كمساعد لمدير عام سماكداون بسبب التزاماته كبطل.

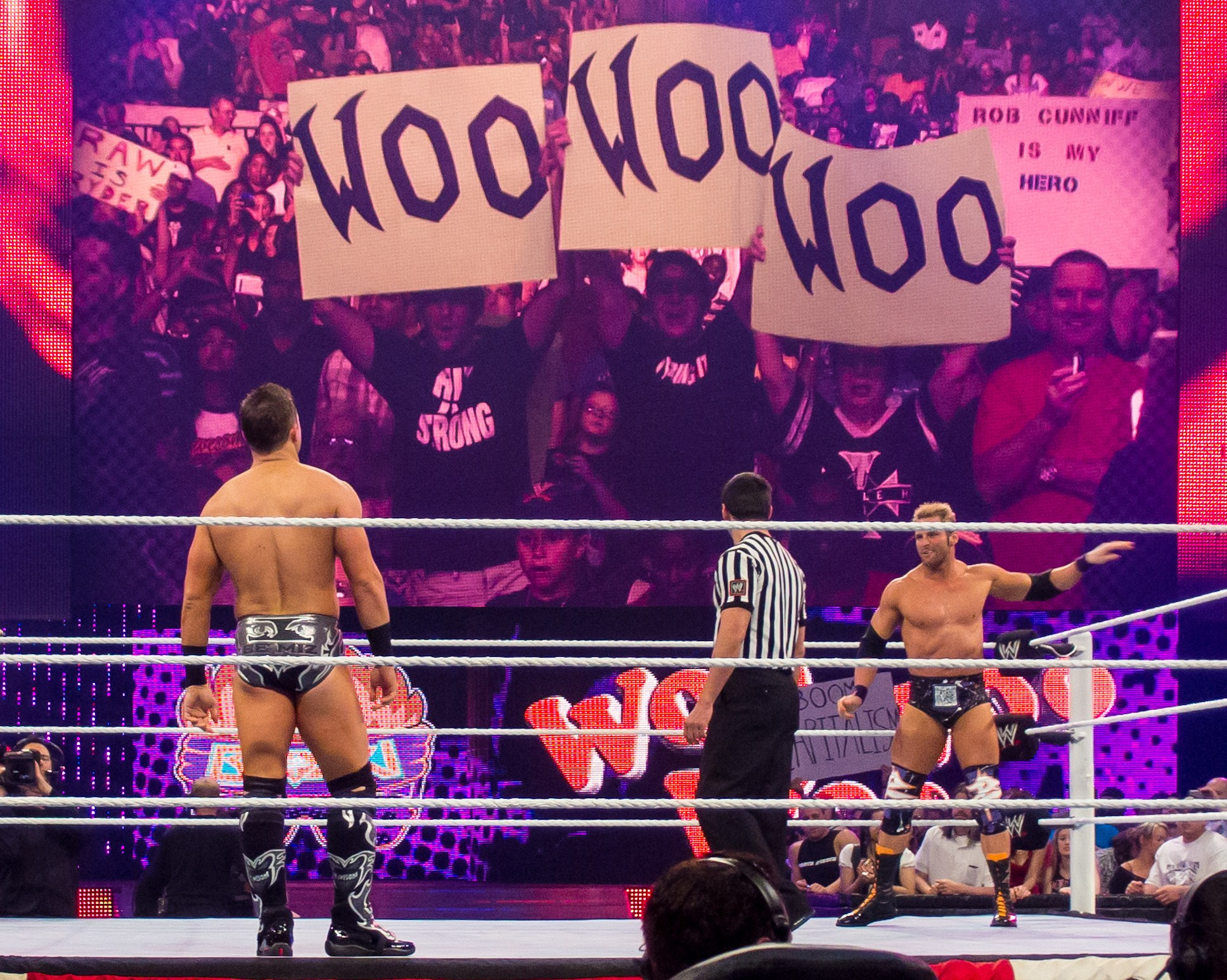
تشجيع قوي لرايدر وهو يصارع ذا ميز في أبريل 2012.

في الأيام المؤدية إلى عام 2012، بدأ رايدر في محاولة جذب انتباه إيف نحوه من أجل بدء علاقة رومانسية (محور قصة). ولأنه صديق لسينا، أصبح رايدر هدفا لكين الذي كانت له عداوة مع سينا في ذلك الوقت. حيث هاجم رايدر في عدة مناسبات. في حلقة راو التي جرت في 16 يناير، خسر رايدر بطولة الولايات المتحدة إلى جاك سواغر بسبب اصابة في ضلعه تعرض لها على يد كين. زادت إصابة رايدر أكثر بعد أن قام كين بتنفيذ حركة تشوك سلام عليه فوق مسرح راو، وبعد أن قام كين أيضًا بضربه بحركة تومبستون في حدث رويل رامبل. في حلقة راو التي جرت في 13 فبراير، شاهد رايدر الذي كان على كرسي متحرك، شاهد إيف وهي تقبل سينا بعد أن أنقذها سينا من عملية اختطاف جرت من كين. وبعد مواجهة كلامية مع سينا، قام كين بدفع رايدر بكرسيه المتحرك من المسرح. مما أدى إلى تفاقم إصابة رايدر أكثر.
بينما كان رايدر يتعافى من إصابته، تحولت إيف إلى شريرة عندما كشفت أنها لم تحب رايدر وأنها قد استعملته من أجل زيادة شهرتها. عاد رايدر في حلقة راو التي جرت في 5 مارس، حيث واجه إيف حول تحولها إلى شريرة، إلا أن إيف تمكنت من إغوائه. ثم انضم رايدر إلى فريق ثيودور لونغ من أجل مواجهة فريق جون لورينايتس في راسلمينيا 28 لتحديد مدير عام موحد لراو وسماكداون. خلال المباراة، قامت إيف بتشتيت انتباه رايدر، وهو ما أدى إلى خسارة فريق سماكداون في المباراة. إيف نفسها زدات الطين بلة عندما ضربت رايدر في منطقته الحساسة بعد المباراة. تواصل سوء حظ رايدر حتى مايو، حين فشل في الانتقام من كين الذي اعتدى عليه في وقت سابق في بداية 2012 عندما خسر أمامه في مباراة تسبق مباريات حدث أوفر ذا ليميت. في حلقة خاصة من سماكداون جرت في 3 يوليو بعنوان «غريت أميركان باش»، فاز رايدر بمباراة باتل رويل لعشرون مصارعًا حين أزال كين من المباراة وكسب بذلك فرصة إدارة سماكداون للأسبوع التالي.

#### العودة إلى مرحلة ما أسفل البطاقة (2012- حتى الآن)
في حدث ليلة الأبطال الذي جرى في سبتمبر، فاز رايدر بمباراة باتل رويل ل ستة عشر مصارعًا جرت قبل الحدث ليصبح المتحدي رقم واحد لبطولة الولايات المتحدة. ومع ذلك، فشل رايدر في وقت لاحق في الفوز بالبطولة من حامل اللقب انطونيو سيسارو. في الحلقة الأولى من برنامج دبليو دبليو إي الحدث الرئيس التي جرت 3 أكتوبر، فاز رايدر وسانتينو ماريلا على جاستين غابرييل وتايسون كيد ليتقدما بذلك إلى الدور نصف النهائي من دورة الفرق الثنائية. في الأسبوع التالي في راو، أقصي فريقهما على يد فريق رودز سكولارس (كودي رودز ودايميان سانداو). ومع اقتراب عام 2012 من نهايته، قال رايدر أن عام 2012 «مقرف» بالنسبة له. احتل رايدر المرتبة رقم 1 في قائمة «أفضل 10 نجوم محطمون لعام 2012» التي كتبها المحلل بنجامين تاكر من موقع برو ريسلينغ تورتش الإخباري. أشار تاكر أن رايدر أصبح مرة أخرى جوبر على الرغم من ارتفاع شعبيته أكثر خلال عام 2011.

## الحياة الشخصية
في مقابلة مع مجلة دبليو دبليو إي، كشف كاردونا أنه كان يعاني من السرطان وتغلب عليه أثناء دراسته في المدرسة الثانوية، لكنه اضطر للتغيب عن المدرسة لمدة عام بسبب المرض.

## الظهور الإعلامي
في فبراير 2011، بدأ رايدر سلسلة ويب على يوتيوب سماها زي! ترو لونغ آيلاند ستوري، حيث شوهدت أكثر من 12 مليون مشاهدة حتى الآن. هذه السلسلة على الويب هي عبارة عن مجموعة من تعليقات قصيرة من رايدر تحتوي على إشارات كوميدية إلى المصارعة والثقافة الشعبية. كما يظهر فيها عائلة رايدر وأصدقائه وزملائه في دبليو دبليو إي. أغنية البرنامج هي جست تايك كير، سبايك يور هير كتبت على وجه التحديد حول رايدر بواسطة فرقة ذا لوك وداون شو. في أبريل 2011، أعلن رايدر نفسه كبطل الإنترنت. البطولة عبارة عن حزام أطفال غطي بالملصقات حيث أن البطولة غير معترف بها في دبليو دبليو إي. في يوليو 2011، دافع رايدر عن بطولة الإنترنت في مباراة غير متلفزة في أستراليا ضد بريمو. لكن رايدر قال في وقت لاحق أن المباراة لم تكن على البطولة. وأنه لن يدافع عن بطولة الإنترنت ضد أي مصارع حتى. قام رايدر باستبدال تصميم البطولة القديم بحزام حسب الطلب قيمته 1500 دولار أمريكي صمم له خصيصًا من قبل وايلدكات تشامبيونشيب بيلتس لتصميم الأحزمة في يوليو 2011. في الحلقة رقم 50 من زي! ترو لونغ آيلاند ستوري، أعلن رايدر أن السلسلة ستنتقل إلى قناة دبليو دبليو إي الرسمية في يوتيوب. Z! انتهى برنامج زي! ترو لونغ آيلاند ستوري في 11 يناير، 2013 بالحلقة رقم 100. وعمومًا، حُمِّلت 50 حلقة من السلسلة على قناة زاك رايدر في يوتيوب و50 حلقة أخرى على قناة دبليو دبليو إي الرسمية في يوتيوب. بعد انتهاء السلسلة بعد خمسة أيام في 16 يناير، 2013، أصدر رايدر أغنيةً بعنوان «هوسكي». الأغنية شوهدت أكثر من 100,000 خلال 4 أيام كما تم وضعها على قناة دبليو دبليو إي الرسمية في يوتيوب رسمية.
شعبية رايدر على الإنترنت انتقلت أيضًا إلى مواقع التواصل الاجتماعي. حيث لديه أكثر من 800,000 متابع على تويتر، وأكثر من 300,000 «إعجاب» على فيسبوك، وأكثر من 120,000 مشترك في يوتيوب. أدى هذا إلى يكون رايدر موجودًا في قائمة برو إيلوستريتد أكثر 100 رياضي نفوذًا في شبكات التواصل الاجتماعي.
ظهر رايدر في عدة ألعاب أنتجتها دبليو دبليو إي وهي: دبليو دبليو إي سماكداون ضد رو 2009، ودبليو دبليو إي سماكداون ضد رو 2011، ودبليو دبليو إي '12، ودبليو دبليو إي '13. بطولة الإنترنت الخاصة برايدر أدخلت في لعبة دبليو دبليو إي '13 حيث يمكن الفوز بها والدفاع عنها كأي بطولة أخرى.

## في المصارعة

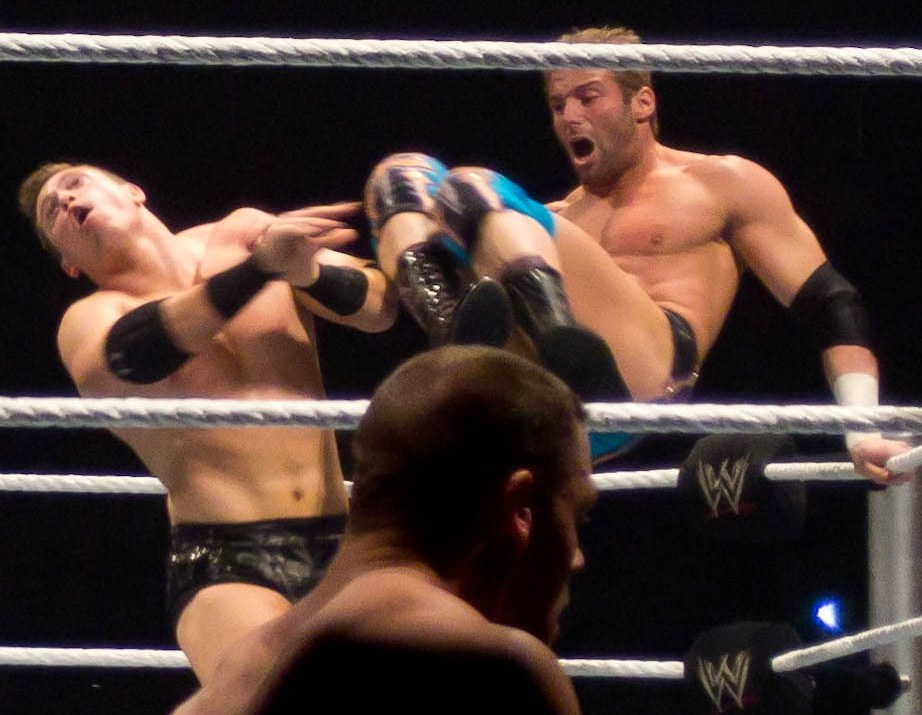
رايدر يضرب ذا ميز بحركة الركبة العالية.

- الضربة القاضية
  - عكس حركة دي دي تي[88] – 2008
  - رف رايدر[89] (حركة ليغ لاريت وهو يقفز)[90] 2010- حتى الآن
  - زاك أتاك[91] (عكس حركة أوفر داريف لكسر الرقبة) - 2009- 2010

- حركات معروف بها
  - بروسكي بوت[92] (ضربة بالقدم على وجه الخصم وهو يجري، مع التصفيق)[93]
  - ضربة بالمرفق في زاوية الحلبة[94][95]
  - ضربة الركبة العالية من إحدى زوايا الحلبة على خصم مندفع نحوه[96][97]
  - دبل أندرهوك بوربومب[98]
  - دروب كيك[99][100][101]، أحيانا ينفذ حركة دروب كيك اندفاعية من إحدى زاويا الحلبة[102][103]
  - فيسبستر[104][105]
  - فلابجاك[106][107]
  - ضربة اندفاعية بالذراع[106][108]
  - هانغمان نكبريكر[109][110]
  - ليغ دروب[95][106]
  - عكس حركة دي دي تي[111] - 2008
  - بلانشا[112][113]، أحيانًا مع حركة سمرسولت[114]
  - كسر رقبة ملتفة[115][116]
- مع كيرت هوكينز
  - ضربة الفريق القاضية

    - دي دي تي ثنائية[117] – 2008
    - هيت ستروك[3] (إن واي دبليو سي) / لونغ آيلاند إكسبريس[3] (دي إس دبليو / أو في دبليو) (قلب حركة ساموان دروب إلى حركة كسر رقبة)
    - حركة إس تي أو ثنائية[118]

  - حركات يعرفان بها
    - دبل هيب توس، أحيانًا تنفذ بطريقة ليب فروغ أو تحول إلى حركة كسر ظهر[118]
    - حركة سبير ثنائية[119] – 2008

  - مدراء
  - روزا مندس[120]
  - إليشيا فوكس[32]
  - إيف توريس[59]
  - هورنسواغل[121]
- ألقاب
  - «ذا لونغ آيلاند لاودماوث»[4]
  - «لونغ آيلاند آيسد زي»[4]
  - «ألتيميت بروسكي»[4]
  - «ذا إنترنت سينسيشن»[4]
  - «بطل الإنترنت»[4]
- أغنية الدخول
  - «وات آي وأنت» بواسطة دوتري (دي إس دبليو/أو في دبليو)[3]
  - «إن ذا ميدل أو إت ناو» بواسطة ديسايبل (دبليو دبليو إي)[122]
  - «راديو» بواسطة واتت وايث[123] (مايو 2009- حتى الآن)

## بطولات وجوائز
- ديب ساوث ريسلينغ
  - بطولة دي إس دبليو للفرق الثنائية (مرتان) مع برايان ميجورز[8]
- نيويورك ريسلينغ كونيكشن
  - بطولة إن واي دبليو سي للفرق الثنائية (مرتان) مع برايان مايرز[2][7]
- أوهايو فالي ريسلينغ
  - بطولة أو في دبليو الجنوبية للفرق الثنائية (مرة واحدة) مع برايان ميجورز[124]
- برو ريسلينغ إيلوستريتد
  - بي دبليو آي وضعته في المركز السابع عشر بعد المائة في قائمة أفضل 500 مصارع لعام 2010[125]
  - بي دبليو آي وضعته في المركز السبعون في قائمة أفضل 500 مصارع لعام 2012[126]
- وورلد ريسلينغ إنترتاينمينت
  - بطولة دبليو دبليو إي للفرق الثنائية (مرة واحدة) مع كيرت هوكينز[127]
  - بطولة دبليو دبليو إي الولايات المتحدة (مرة واحدة)[128]
  - بطولة الإنترنت (مرة واحدة، حاليًا)(1)
  - جائزة سلامي لأكثر عبارة مزعجة (2010)[129]
  - جائزة سلامي أووارد لأكثر مصارع #متداول للسنة (2011)[130]
  - جائزة سلامي أووارد تحول السنة (2011)[130]
  - جائزة سلامي لبرنامج يوتيوب للسنة (2012) - زي! ترو لونغ آيلاند ستوري

## هامش
1 بطولة غير معترف بها في دبليو دبليو إي

## وصلات خارجية
- زاك رايدر على موقع IMDb (الإنجليزية)
- زاك رايدر على موقع قاعدة بيانات الفيلم (الإنجليزية)
- زاك رايدر على موقع دبليو دبليو إي (الإنجليزية)
- زاك رايدر على موقع WrestlingData.com (الإنجليزية)
- زاك رايدر على موقع CageMatch worker (الإنجليزية)
- زاك رايدر على موقع قاعدة بيانات المصارعة على الإنترنت (الإنجليزية)
- زاك رايدر على موقع عالم المصارعة على الإنترنت (الإنجليزية)
- زاك رايدر على موقع عالم المصارعة على الإنترنت (الإنجليزية)

- الموقع الرسمي
- زاك رايدر في دبليو دبليو إي دوت كوم